# ری گوانگ‌سیک
ری گوانگ‌سیک (انگلیسی: Ri Gwang-sik؛ زادهٔ ۵ مارس ۱۹۷۰) ورزشکار بوکس اهل کره شمالی است.
وی در مسابقات کشوری و بین‌المللی در مجموع برندهٔ ۲ مدال برنز شده‌است.